# Amphioctopus burryi
Amphioctopus burryi is een inktvissensoort uit de familie van de Octopodidae. De wetenschappelijke naam van de soort werd voor het eerst geldig gepubliceerd in 1950 door Voss.